# Michael Bartels
Michael Bartels, född 8 mars 1968 i Plettenberg, är en tysk racerförare. 

## Racingkarriär
Bartels tävlade i formel 1 säsongen 1991. Han vikarierade för Johnny Herbert i Lotus i fyra lopp men lyckades inte kvala in till något. Bartels fortsatte i formel 3000 där han blev kvar tills 1994 då han hoppade över till DTM med Alfa Romeo. 1994 blev han den bäste privatföraren i DTM. Han fortsatte i DTM fram till 1996.
Efter det körde han i andra serier i Tyskland. 2000 kom Bartels tillbaka till DTM och slutade direkt på sjunde plats totalt och på tredje plats i ett enskilt lopp. 2000 körde Bartels också Bathurst 1000, där han slutade på fjärde plats. Sedan 2005 kör han i FIA GT.

## F1-karriär
| Säsong | Stall/Tillverkare | Poäng | Placering |
| ------ | ----------------- | ----- | --------- |
| 1991   | Lotus-Judd        | 0     | –         |